# Clotaire III
Clotaire III, né en 652 et mort en 673, est roi de Neustrie et de Burgondie de 657 à 673.

## Biographie
Fils aîné du roi Clovis II et de la reine Bathilde, il accède au trône à l'âge de 5 ans sous la régence de sa mère. Seulement un mois auparavant, selon la quasi contemporaine Vie de saint Éloi de l'évêque Ouen, saint Éloi avait prophétisé la mort de Clovis, la chute de Bathilde et le court règne de Clotaire.
Pendant la régence de Bathilde, les nobles d'Austrasie demandèrent un nouveau roi à la suite de la mort de Childebert III et, en 662, la cour de Neustrie envoya pour lui succéder un autre fils de Clovis II et frère de Clotaire, Childéric II. Toujours pendant la régence, le maire du palais de Neustrie, Erchinoald, meurt en 658 et Ébroïn est choisi pour le remplacer. L’autorité administrative d’Ébroïn était importante : Bède raconte comment, en 668, Théodore de Canterbury ne pouvait voyager des royaumes francs à Rome qu’avec la permission du maire du palais.
En 664, Bathilde se retire au monastère de Chelles et laisse le pouvoir à Ébroïn. Clotaire a peut-être été plus actif politiquement après cette époque, car il a atteint l’âge de la majorité en 669. La chronique contemporaine la plus proche, le Liber historiæ Francorum, écrite vers 727, rapporte seulement qu’il a régné pendant quatre ans (probablement une référence à ses années actives, 669-673) jusqu'à sa mort. Il est confirmé comme étant encore dans la seizième année de son règne dans une note chronologique de 673. Clotaire meurt en 673, à l'âge de 20 ans. Ébroïn nomme alors son frère Thierry III pour lui succéder. Cependant, ils seront tous deux déposés la même année par Childéric II, qui réunifiera ainsi le royaume des Francs pendant deux ans.

## Sources

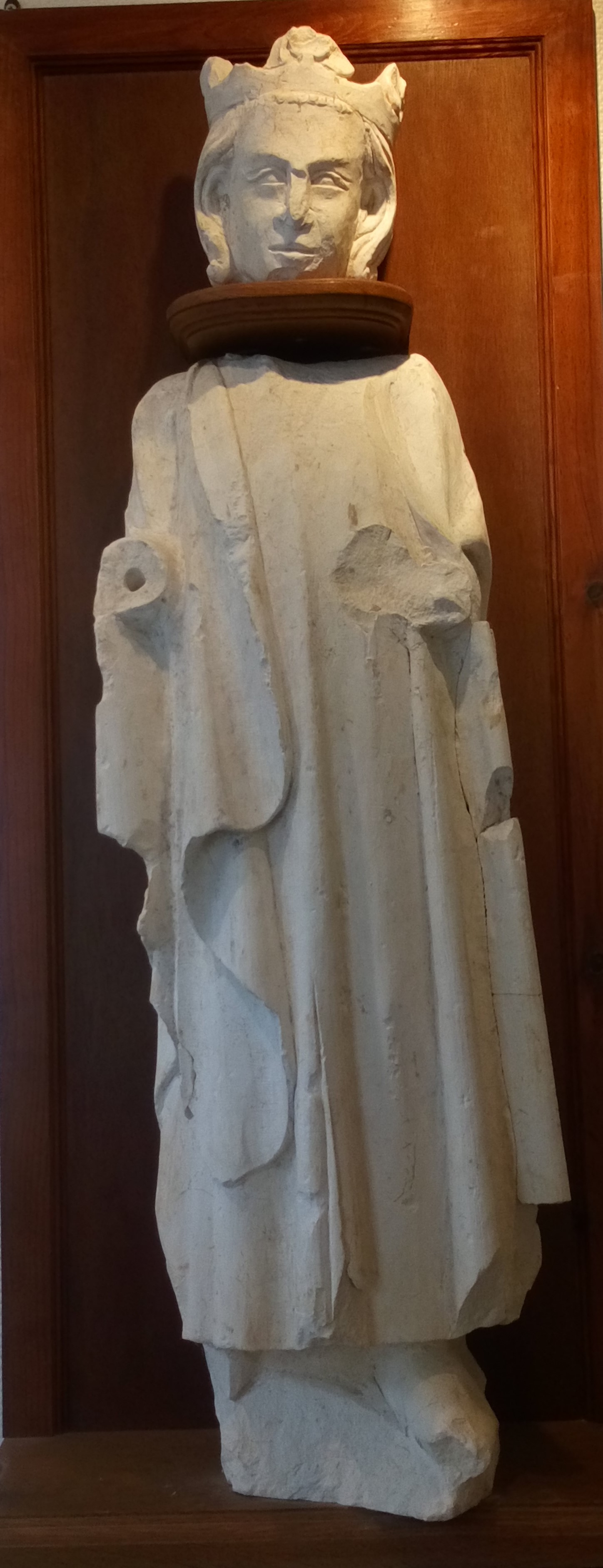
Statue de Clotaire III datée du XIII, issue de l'abbaye Saint-Pierre de Corbie. Musée de Corbie.

- Vie de saint Léger évêque d'Autun (vers 680) :

« Alors la reine Bathilde, qui gouvernait le palais avec son fils Clotaire roi des Francs, inspirée sans doute par le conseil de Dieu, envoya à la ville d'Autun, pour en être évêque, cet homme admirable [Saint Léger], pour qu'il soutint et défendît, […]. Dans ce temps, comme nous l'avons dit, Ébroïn, maire du palais, gouvernait sous le roi Clotaire, et la reine, comme nous l'avons encore dit, résidait déjà dans le monastère [à Chelles] qu'elle s'était autrefois préparé […]. Pendant que cette affaire était en train, le roi Clotaire, appelé par le Seigneur, sortit de cette vie. Ébroïn aurait dû convoquer solennellement tous les grands, et élever sur le trône Thierry frère du roi ; mais enflé par un esprit superbe, il ne voulut pas les assembler […]. Ils prirent un certain enfant, qu'ils prétendirent fils de Clotaire, et proclamèrent roi d'Austrasie […]. Combien de gens trompés par cette feinte crurent que Thierry était mort, et que Clovis était fils de Clotaire ! […]. »

- Chapitre 44 du Livre de l'histoire des Francs (vers 727) :

« Clovis […] avait eu trois fils de la reine Bathilde : Clotaire, Childéric et Thierry. Par la suite, […] Clovis termina sa vie après avoir régné pendant seize ans. Les Francs élevèrent à la tête des trois royaumes, son fils aîné Clotaire, ainsi que la reine, sa mère. »

- Chapitre 45 du Livre de l'histoire des Francs (vers 727) :

« À cette époque mourut Erchinoald, maire du palais. Les Francs, hésitants, finirent par choisir Ébroïn, et l'installèrent avec les plus grands honneurs dans le palais du roi. Au cours des mêmes jours, le roi Clotaire, encore enfant, mourut après avoir régné quatre ans […]. »

- Chapitre 1 de la Continuation de la Chronique de Frédégaire (vers 760) :

« Donc Clovis, fils de Dagobert, prit pour reine une femme de naissance étrangère, nommée Bathilde, femme avisée et distinguée, dont il eut trois fils, Clotaire, Childéric et Thierry. Il avait comme maire du palais un homme énergique et sage nommé Erchinoald. Aussi Clovis maintint-il dans son royaume une paix sans guerre. Dans les dernières années de sa vie, toutefois, il perdit la raison et rendit l'âme après avoir régné dix-huit ans. Les Francs aussi placent sur le trône son fils aîné, Clotaire, au côté de sa mère la reine mentionnée ci-dessus. »

- Chapitre 2 de la Continuation de la Chronique de Frédégaire (vers 760) :

« À la même époque aussi mourut Erchinoald, le maire du palais. Les Francs plongés par l'incertitude, tiennent un conseil et placent dans cette fonction et à ce rang Ébroïn. En ces jours, le roi Clotaire, emporté par une violente fièvre, s'éteignit dans sa jeunesse après avoir régné quatre ans. Son frère Thierry cependant lui succéda sur le trône. Car son frère Childéric fut élevé sur le trône par les Francs en Austrasie, auprès du duc Vulfoald […]. »